# COPY BAND GENERATION VOL.1
『COPY BAND GENERATION VOL.1』（コピーバンド・ジェネレーション・ヴ・ワン）は、2004年3月17日に「大黒摩季とフレンズ」名義でリリースされたカバー・アルバムである。

## メンバー
大黒摩季とフレンズ
大黒摩季（vocal）・武部聡志（keyboards）・真矢（drums）・恩田快人（bass）・土屋公平（guitar）

## 概要
入籍後、初レコーディングにより制作された本作は大黒初のカバー・アルバム。コピーコントロールCDが採用されたが、後年CD-DAでの再発は行われていない。タイトルにVOL.1と銘打っているが、2023年現在VOL.2以降の発売はされていない。

## タイアップ
- 『バスルームから愛をこめて』
  - トステム・システムバスルーム「レフィノ」CMイメージソング
- 『どこまでも行こう』
  - ブリヂストン「POTENZA G III」CMソング
- 『HERO』
  - 映画「スクールウォーズHERO」テーマ曲

## 収録曲
| #         | タイトル                                             | 作詞                          | 作曲               | 編曲               | 時間  |
| --------- | ---------------------------------------------------- | ----------------------------- | ------------------ | ------------------ | ----- |
| 1.        | 「フレンズ」(オリジナル：レベッカ)                   | NOKKO                         | 土橋安騎夫         | 大黒摩季とフレンズ | 5:08  |
| 2.        | 「激しい雨が」(オリジナル：THE MODS)                 | 森山達也                      | THE MODS           | 大黒摩季とフレンズ | 3:48  |
| 3.        | 「バスルームから愛をこめて」(オリジナル：山下久美子) | 康珍化                        | 亀井登志夫         | 大黒摩季とフレンズ | 5:18  |
| 4.        | 「どこまでも行こう」                                 | 小林亜星                      | 小林亜星           | 葉山たけし         | 2:26  |
| 5.        | 「翼の折れたエンジェル」(オリジナル：中村あゆみ)     | 高橋研                        | 高橋研             | 大黒摩季とフレンズ | 5:07  |
| 6.        | 「SOMEDAY」(オリジナル：佐野元春)                    | 佐野元春                      | 佐野元春           | 大黒摩季とフレンズ | 5:09  |
| 7.        | 「HERO」(オリジナル：麻倉未稀)                       | DEAN PITCHFORD 訳詞：売野雅勇 | ジム・スタインマン | 本間昭光           | 4:32  |
| 合計時間: | 合計時間:                                            | 合計時間:                     | 合計時間:          | 合計時間:          | 31:28 |